# 葦原中國
葦原中國是日本傳説中介於天與根堅州國之間的世界，《日本書紀》中作豐葦原千五百秋瑞穗國；《古事記》作豐葦原中國（日语：／ Toyo Ashihara no Nakatsukuni），又稱中之國、中津國（日语：／ Nakatsukuni）。

## 概要
跟八百萬眾神所居住的天相對，葦原中國指的是人間世界，也就是日本本土。根據日本傳說，葦原中國原本是由大己貴神統治的地區，最早的疆域是出雲。大己貴神在少彥名的幫助下，建立了葦原中國。
後來天照大神欲派遣自己的兒子正哉吾勝勝速日天忍穗耳尊前往統治葦原中國，但正哉吾勝勝速日天忍穗耳尊在天遙望，發現葦原中國正處於大騷動中，未往赴任。天照大神同智慧之神思金神商議，又派遣天穗日命、天稚彥前往葦原中國，天稚彥被高皇產靈尊投還的天羽羽矢刺死。最終天照大神派遣建御雷前往接收，建御雷屈服了事代主神並擊敗了抗拒的建御名方，迫使大己貴神同意讓國退隱；正哉吾勝勝速日天忍穗耳尊的兒子天津彥彥火瓊瓊杵尊遂成為葦原中國的新統治者。

## 外部連結
- 《古事記》第五章：出雲神話的世界（1）、（2）、（3）